# Silvano Zorzi
Silvano Zorzi (Padova, 2 luglio 1921 – Milano, 13 marzo 1994) è stato un ingegnere italiano.

## Biografia
Fu uno dei più apprezzati progettisti italiani di ponti del XX secolo. Laureatosi nel 1945 in ingegneria delle costruzioni al Politecnico Federale di Losanna e in Ingegneria civile idraulica alla Facoltà d'Ingegneria dell'Università degli Studi di Padova, è titolare dal 1950 di uno studio professionale specializzato in costruzioni in cemento armato. 
Nel 1961 fondò la Società IN.CO. (Ingegneri Consulenti) con uffici a Milano, Venezia e Roma, specializzata in progettazione e direzione lavori per opere civili e industriali. La sua attività professionale è incentrata sulla progettazione di ponti e viadotti, canali e gallerie, opere marittime (moli, pontili e bacini), strutture industriali e sportive. Nel 1982 è nominato membro dell'Accademia di Scienze, Lettere e Arti di Udine. Negli anni Sessanta è tra i primi in Italia ad affrontare nella progettazione di ponti e viadotti il sistema della costruzioni a sbalzo; nei manufatti industriali, marittimi e impantistici ricerca soluzioni tipologiche attraverso il disegno di componenti costruttivi prodotti industrialmente. Tutta la sua produzione muove dalla consapevolezza che i manufatti dell'ingegneria siano architetture permanenti del paesaggio e quindi ne ricerca la leggerezza strutturale, costruttiva e figurativa. Ha collaborato con architetti del calibro di Luigi Figini, Gino Pollini, Vittorio Gregotti, Ignazio Gardella e Anna Castelli Ferrieri. 
Tra le realizzazioni su suoi progetti si segnalano i ponti sull'autostrada del sole sul Po, presso Mortizza (1957-1958) e quelli sull'Arno a Incisa e a Levane (1962-1964), progettati insieme a Giorgio Macchi; il sovrappasso di viale Certosa a Milano (1957-58), il viadotti Bisagno, Nervi, Sori e Veilino per l'autostrada Genova-Sestri Levante, il ponte sul fiume Tagliamento a Pinzano (1968-69), il viadotto Fichera sull’autostrada A19 Palermo-Catania (1970-72), l'ampliamento dello Stadio Bentegodi di Verona (1985-89), il Viadotto Gravagna per l'autostrada Parma-La Spezia (1990-93). In particolare è degno di nota il ponte in acciaio sulla fiumara Sfalassà sulla Autostrada A2 (ex A3 Salerno-Reggio Calabria), che è uno dei più grandi ponti del mondo della sua tipologia.

## Archivio
L'archivio di Silvano Zorzi è conservato presso il Politecnico di Milano, la documentazione ed è relativa alla mostra dedicata all'architetto (Treviso, Palazzo dei 300, 1995): 58 pannelli di stampe fotografiche di grande formato delle opere realizzate (123 unità), 30 pannelli di riproduzioni di disegni tecnici di progetto (50 unità), 4 plastici di grandi dimensioni. Altro materiale d'archivio è conservato presso gli studi professionali della società In.Co di Milano, Venezia e Roma.